# Valdefierro
Valdefierro es un barrio del suroeste de Zaragoza (España) situado en el triángulo formado por la antigua carretera de Madrid (N-II), el Canal Imperial de Aragón y el antiguo trazado del ferrocarril Zaragoza-Teruel-Valencia convertido en el tramo del Anillo Verde de Zaragoza que enlaza el río Ebro con Valdefierro, además de los barrios de Miralbueno, Oliver, Casablanca, Valdespartera, Rosales del Canal, Montecanal y Arcosur.

## Historia

### Orígenes
El barrio de Valdefierro toma el nombre de los terrenos agrícolas dispuestos en lo que geológicamente en Aragón se define como una val (depresiones onduladas entre cabezos de pequeña altura), regados por la acequia de la Val del Fierro (otros lo escriben en aragonés Bal de Fierro), perteneciente a la Comunidad de Regantes de Miralbueno el Nuevo (antiguamente se denominó Sindicato de Riegos de Miralbueno), según reza en las ordenanzas de este organismo.
La acequia tiene su toma de aguas del Canal Imperial de Aragón en su kilómetro 79,2 junto a la desaparecida Almenara de San José.
El trazado de dicha acequia ya se puede observar en el plano del término de Zaragoza (hoja 67) realizado por Dionisio Casañal y Zapatero en 1892.
La acequia, en desuso a partir de 2002, paulatinamente ha sido eliminada y como tantas otras de la ciudad de Zaragoza que han dado nombre a otros barrios (La Romareda, La Bombarda, La Almozara, La Bozada) quedará en el recuerdo. 
El primer núcleo poblacional se sitúa en la barriada formada en las décadas de 1930 y 1940, en torno a las casillas del Alto de Carabinas (ya desaparecidas), las cuales eran habitadas por los guardas de riegos responsables de la conservación de la acequia y la adecuada observancia de los turnos de riego (ador) y ordenanzas del Sindicato de Riegos.
Se situaban junto al cruce de la acequia citada anteriormente, con la carretera de Madrid, km 316, actual avenida Manuel Rodríguez Ayuso, 80. 
Dichas casillas pueden datar de mediados del siglo XIX ya que el citado Sindicato de Riegos de Miralbueno se constituyó en 1849.

### Expansión y crecimiento
A finales de la década de los 40 del siglo XX se construyen las primeras edificaciones en los aledaños del torno (tajadera de husillo) de represa de la acequia, destinado a derivar sus aguas a la hijuela de herederos (ramal de la acequia principal), llamada «del Hostión», lo que actualmente son las calles de El Noticiero, Aldebarán y Orión.
En la década de 1950 y sobre todo en la de 1960 se produce un aluvión de inmigración procedente de Andalucía y Extremadura, en mayor medida, pero también castellanos de Soria y Valladolid mayoritariamente, así como aragoneses de las zonas de Calatayud y Daroca, principalmente atraídos por la declaración de Zaragoza como Polo de Desarrollo Industrial en 1964.
Aunque, como ya se ha dicho, ya existían unas pocas edificaciones anteriores, en la década de 1950 se empiezan a parcelar las fincas existentes (Herrero, Giner, Casión y otras) y construir, de forma alegal (Valdefierro como tal no figuraba oficialmente en ningún sitio), las viviendas (parcelas) que darían su carácter particular al futuro barrio.
En 1953 se registra la Asociación de Propietarios del barrio de Valdefierro de La Inmaculada.

### Servicios
Es obvio que no se disponía de ningún servicio. 
El agua se cogía directamente del Canal Imperial, de la acequia o se compraba a los aguadores que la repartían.
Algunas parcelas privilegiadas, sobre todo las situadas al lado de los cauces de la acequia y sus ramales, disponían de aljibes y depósitos.
El alcantarillado eran las calles y los descampados o en el mejor de los casos, pozos ciegos.
No hay parques ni jardines, pero cualquier solar se convierte en lugar de juegos, así como las riberas del canal.
No hay piscinas, pero los más osados disfrutan de la llamada poceta del guardia, en realidad la salida de la almenara de San José para las acequias de Enmedio y Val del Fierro, siempre y cuando no apareciese el almenarero.
Hasta los 70, no se hicieron la instalación de alcantarillado y agua corriente.
La luz la producían las velas, candiles y carbureros y el calor, la leña, el carbón (si se podía comprar) y ya posteriormente, como un gran avance, las estufas de petróleo primero y de butano después.

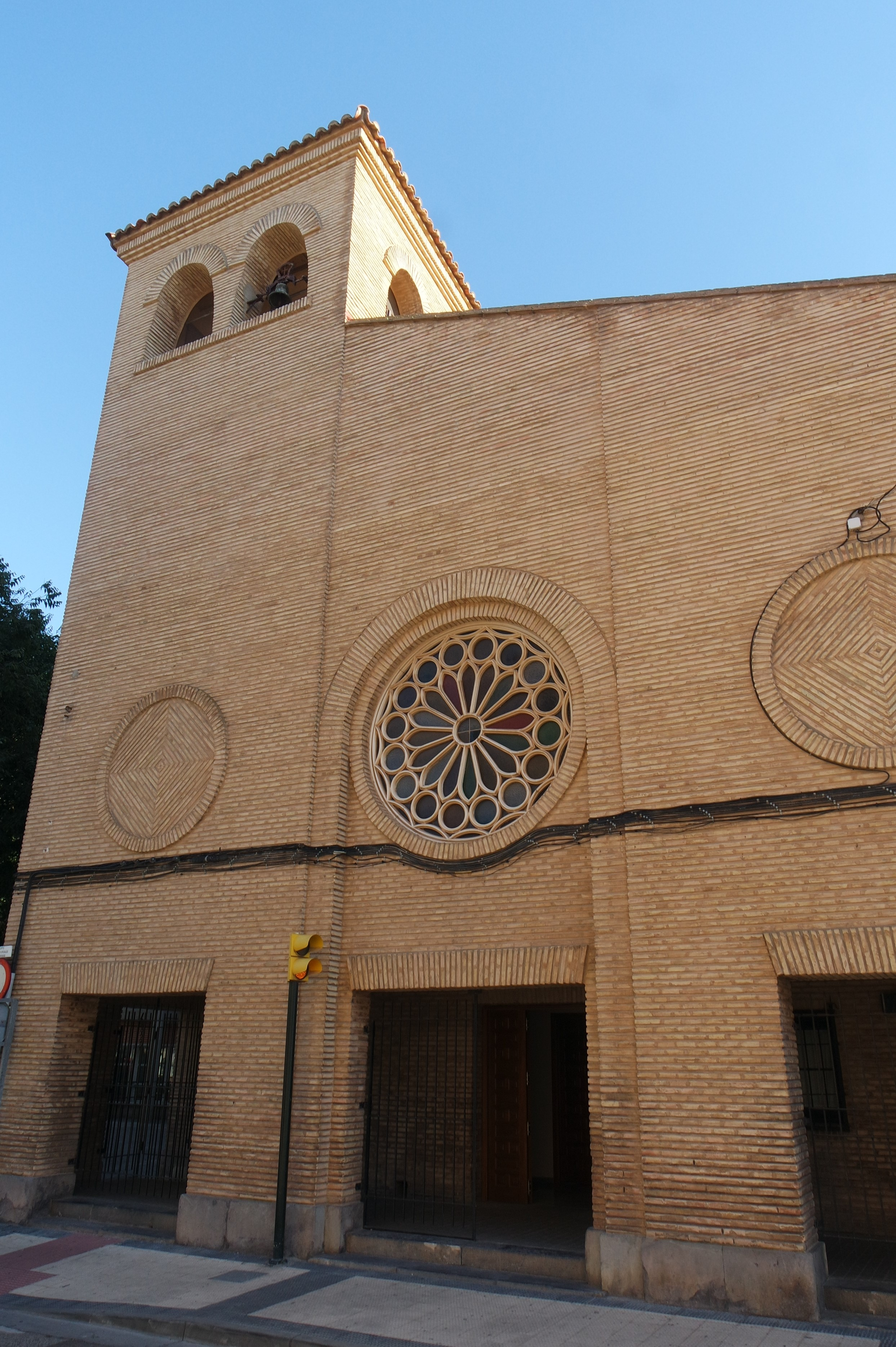
Parroquia de Nuestra Señora de Lourdes.

En mayo de 1955, se inaugura y abre al culto el templo católico adscrito a la parroquia de San Valero, en la plaza de la Inmaculada.
En la primavera de 1957 llega la electricidad y un primitivo alumbrado público.  
Posteriormente, se construye el edificio que albergará la casa parroquial y el cine Ideal, cuya platea se verá mermada al ser construidas las aulas de las primeras escuelas oficiales en sus laterales. 
Junto con el colegio Santiago Apóstol en la calle Vega, 22, se encargaron (utilizando la pedagogía de la época: «la letra con sangre entra»), en palabras de algunos de aquellos docentes, «de desasnar y domesticar a los asalvajados alumnos». 
De estas fechas data también el edificio del comedor del Auxilio Social cuya misión fue durante muchos años el proporcionar al menos una comida decente al día a muchos niños y niñas.
Fue derribado en 2005 y en su lugar el IASS (Instituto Aragonés de Servicios Sociales) ha construido el centro de mayores, inaugurado en marzo de 2011.

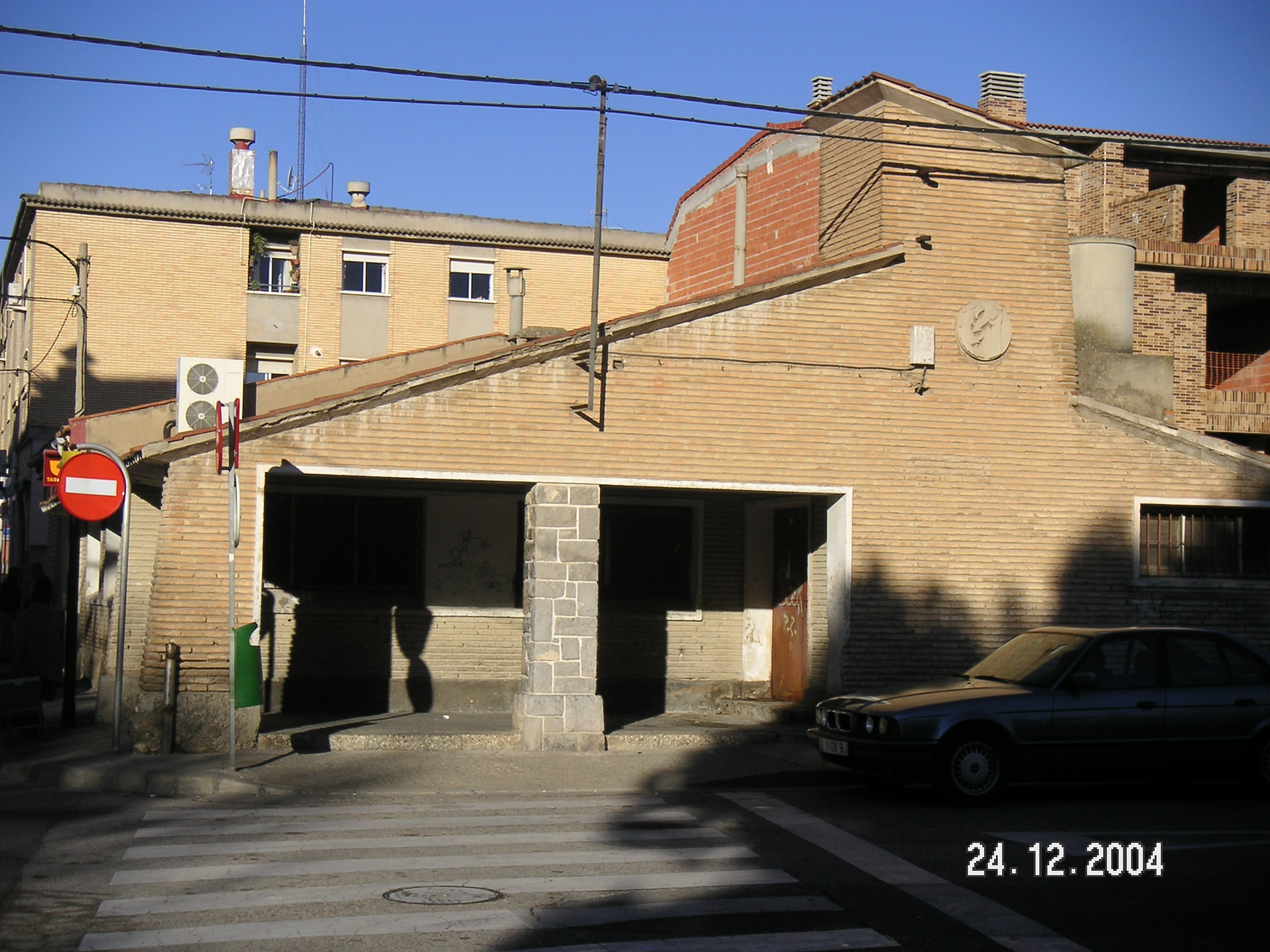
Antiguo comedor del Auxilio Social en la plaza de la Inmaculada.

El 12 de octubre de 1961 se consagra la parroquia de Nuestra Señora de Lourdes del barrio de Valdefierro, advocación lo más próxima a la de La Inmaculada Concepción de María que ya estaba asignada a otra parroquia. Según la tradición católica es la frase de presentación de la Virgen a Santa Bernardette «Yo soy la Inmaculada Concepción»  
Diversas empresas privadas empiezan a dar los primeros servicios de transporte «irregular» de viajeros. 
Varias organizaciones de beneficencia de Zaragoza se vuelcan en el naciente barrio y así intentar suplir las necesidades de sus pobladores más desfavorecidos. Entre ellas, las Conferencias de San Vicente de Paúl, motivo por el cual una de las calles principales lleva el nombre de uno de sus fundadores, Federico Ozanam.
En 1.964 el antiguo bar Manolo (calle Aldebarán) es habilitado como escuela profesional Patronato Santo Ángel por los Hermanos de la Salle y profesores laicos.
La primera consulta médica se ubica en una vivienda de la calle Santa Bárbara. Posteriormente el consultorio médico se traslada a la calle Alejandro Oliván en el vecino barrio Oliver

### Peculiaridades
Por lo demás y entre otras muchas cosas, el barrio no disponía oficialmente de nombres para sus calles, es en este año cuando Santiago Miranda Gil, carpintero del barrio, decide nombrar las calles del barrio con constelaciones, signos zodiacales y planetas del sistema solar, (la extensión del barrio llevará a que las futuras calles de la zona norte sean años después nombradas con nombres de flores autóctonas).
En relación con la nomenclatura de las calles del barrio, antiguos vecinos dicen que los nombres astronómicos fueron puestos por los estudiantes universitarios del S.U.T. y seminaristas que subían al barrio a ayudar en las tareas de edificación, año 1970.  
En cuanto a los nombres florales, astronómicos, medios de comunicación y otros, se dice que fueron puestos por los propios vecinos. Por tanto, y de acuerdo a lo anterior, el señor Miranda, en su calidad de carpintero y miembro de la Junta de Vecinos, fue el ejecutor de las propuestas que se le encomendaban, poniendo las tablillas con los nombres de las calles a la entrada de cada una, sin que ello suponga una negativa a que pudiera haber puesto algún nombre de su propia cosecha, asunto más que probable.  
(De acuerdo con el texto del libro Valdefierro calle a calle editado por la «Asociación Las Estrellas de Vecin@s de Valdefierro»). 
En 1960 se funda el C. D. Valdefierro que en su máxima categoría milita en la 3.ª división de fútbol española. 
Su primer terreno de juego fue el campo del Reformatorio del Buen Pastor (posteriormente Centro de menores San Jorge), inaugurado en 1955. Aunque actualmente se juega en otro campo de fútbol, con espacio para 3 campos de fútbol 7, uno de fútbol 3, y uno de fútbol 11. 
Conforme crece la población, crecen los problemas. Valdefierro se ve desde el resto de la ciudad como un suburbio peligroso en el que pobreza y delincuencia se dan la mano, prejuicio que afortunadamente, ya no se tiene apenas, gracias al crecimiento y mejoras del barrio hasta el día de hoy.
Cierto es que, sobre todo, en las décadas 70 y 80 era lo que eclipsaba la imagen del barrio, en el que sin embargo predominaban los actos de convivencia y solidaridad, formación, toma de conciencia y acción frente a las dificultades, siendo estas muy grandes, por citar la primera, el llenar los estómagos.
Pero como siempre sucede, esto último era lo que menos trascendencia tenía a nivel público, siendo calificado el todo por la parte.

### Evolución
En 1969 inician su andadura la guardería parroquial (que alberga también un dispensario) atendidos por la comunidad religiosa Siervas de los Pobres y la guardería de preescolar de Nuestra Señora de la Luz (Hermanas de la Caridad de Santa Ana Archivado el 27 de febrero de 2019 en Wayback Machine.) en la calle Lucero del Alba.  
También en la década de los 60 se configura un cinturón industrial que rodea el núcleo habitado con empresas como:  
- TAIM (Talleres auxiliares de la industria minera).
- Factorías Nápoles NAZAR (fundada por D. Vicenzo Angelino Gervasio dedicada al carrozado de autobuses, camiones y furgonetas) posteriormente sería Barreiros, luego Van Hool y finalmente Hispano Carrocera. en la actualidad en esos terrenos se alza un Centro comercial y una parcelación de bloques de viviendas, además de la histórica dolina (sima) bautizada recientemente como Dolina de las Estrellas.
- Zane (heredera de NAZAR) y diversos pequeños y medianos talleres se construyen posteriormente en el mini polígono surgido entre la actual calle Biel y la vía del ferrocarril Zaragoza-Teruel-Valencia.

En 1970 el nuevo colegio y escuela profesional La Salle Santo Ángel (Hermanos de las Escuelas Cristianas) sustituye a la vetusta existente en el antiguo bar Manolo.   
Al estar construido al otro lado del canal (Miralbueno el Viejo junto a la acequia de la Almotilla) acudir a sus aulas se convierte en una aventura diaria para los alumnos, a través de campos (antigua Torre de los Pajaritos), caminos y el puente-acueducto de Enmedio (rebautizado como «de las cadenas»), sobre todo en días de lluvia que los convierten en un barrizal.     
Hoy se denomina CPIFP La Salle Santo Ángel y con las nuevas acciones urbanísticas de la zona (avenida San Juan Bautista de la Salle y urbanización Montecanal ya no está en medio de la nada y ha perdido su apodo con el que se le conocía popularmente: «La Salle Valdefierro».       
En 1971 el colegio Santa Magdalena Sofía (Religiosas del Sagrado Corazón) abre sus magníficas instalaciones, adosado a él se construye el primer centro polideportivo del barrio.

### Activismo social

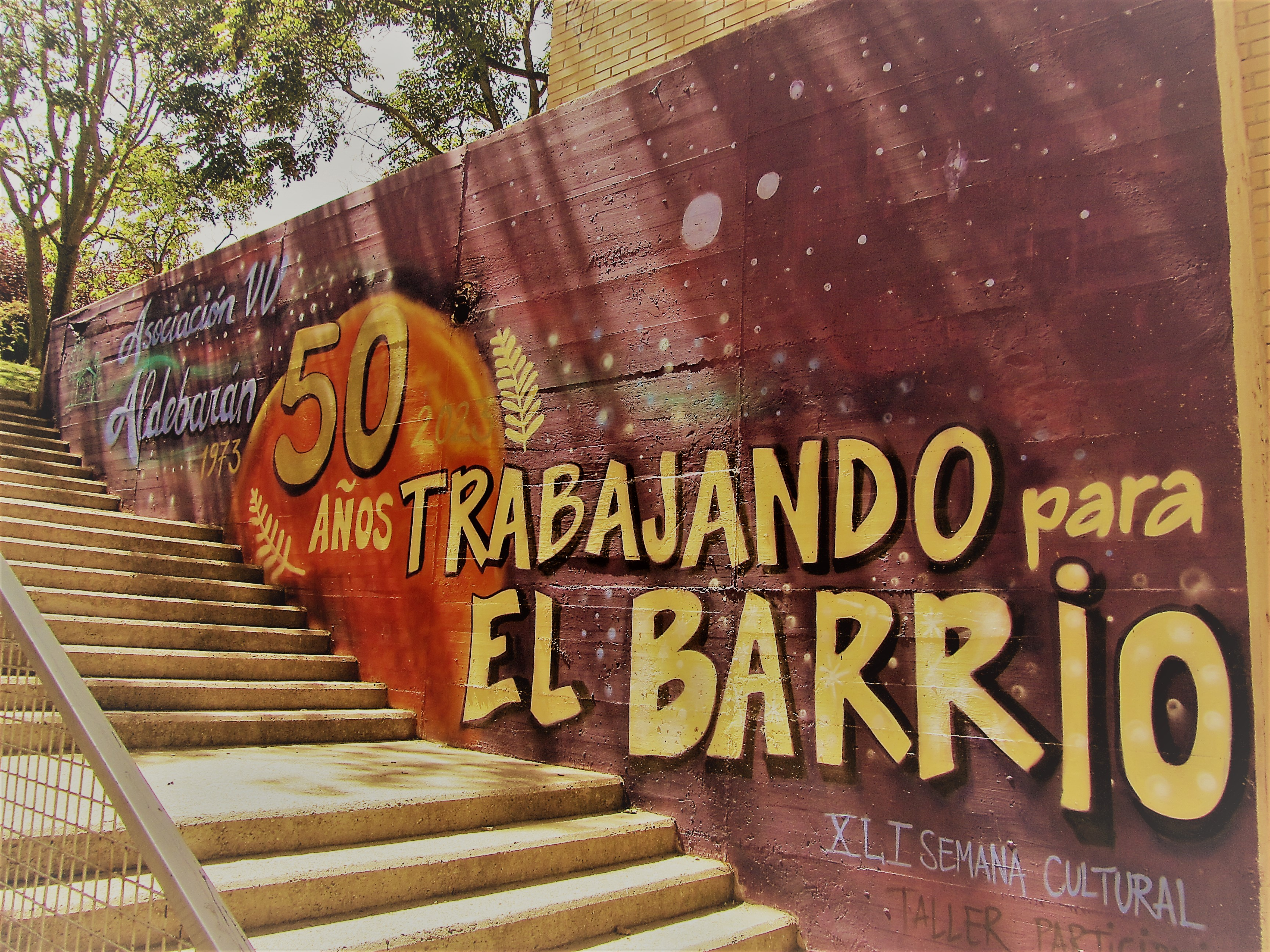

Surge el movimiento vecinal en torno a la Asociación de cabezas de familia auspiciada por la parroquia en 1974 de la que derivaría la actual Asociación de vecinos Aldebarán esforzada en reivindicar mejoras sociales, económicas y de infraestructuras para el barrio y posteriormente la Asociación Las Estrellas con idénticos objetivos.  
En 1971, Valdefierro es reconocido oficialmente por el Ayuntamiento de Zaragoza. El naciente movimiento vecinal empieza a reclamar servicios dignos, reclamaciones que tienen su punto máximo en la revuelta popular en marzo de 1974, todavía durante la dictadura franquista, para exigir un transporte público digno como el del resto de los barrios y que finalmente asumiría la compañía de Los Tranvías de Zaragoza S.A. (actualmente Avanza Zaragoza Archivado el 13 de diciembre de 2017 en Wayback Machine.).
Dicha movilización tuvo cierta repercusión nacional. La Vanguardia, ABC, Andalán (pag.10)
Promovidos por la parroquia y los colegios del barrio, en 1969, se empiezan a organizar campamentos y colonias de verano en el Pirineo, y en otros puntos, concretamente en Soria, el valle de Pineta (Bielsa), Comarruga, Castiello de Jaca, Boltaña. Su fin primordial el de fomentar la salud, los valores humanos, la convivencia, y despertar el amor y respeto por la naturaleza en los niños, niñas y jóvenes que participan en dichas actividades.
De estas actividades surgirían el Club Alpino Valdefierro (1977 a 2008) y muy posteriormente la asociación juvenil Nuestra Señora de Lourdes (1989).  
Observando que existía un gran hueco asistencial hacia la tercera edad, un grupo de jóvenes apoyados por la parroquia y las comunidades religiosas instaladas en el barrio, se decide crear y atender, de forma altruista, un Centro para aquellos, aprovechando parte de las antiguas aulas del edificio del cine.
Al derribarse éste para sustituirlo por el futuro centro cívico, se traslada al antiguo comedor del Auxilio Social y allí permanece hasta su definitivo cierre cuando el centro municipal de la tercera edad empieza a funcionar. 
En 1973 se inaugura el colegio público Jerónimo Blancas. 
El barrio crece, se construye la red de agua potable y alcantarillado, se instala el nuevo servicio de alumbrado público y se asfaltan las calles, pero sigue conservando ese carácter de suburbio con problemas sociales de delincuencia y marginación.
Sobre el año 1978 se constituye en el barrio una de las primeras peñas festivas de la ciudad de Zaragoza, conocida también en la actualidad, como Peña Los Soplatubos, en honor a uno de los socios fundadores cuya profesión tenía que ver con el soplado de tubos.
En las décadas de 1980 y 1990 se produce un desarrollo urbanístico y económico importante. 

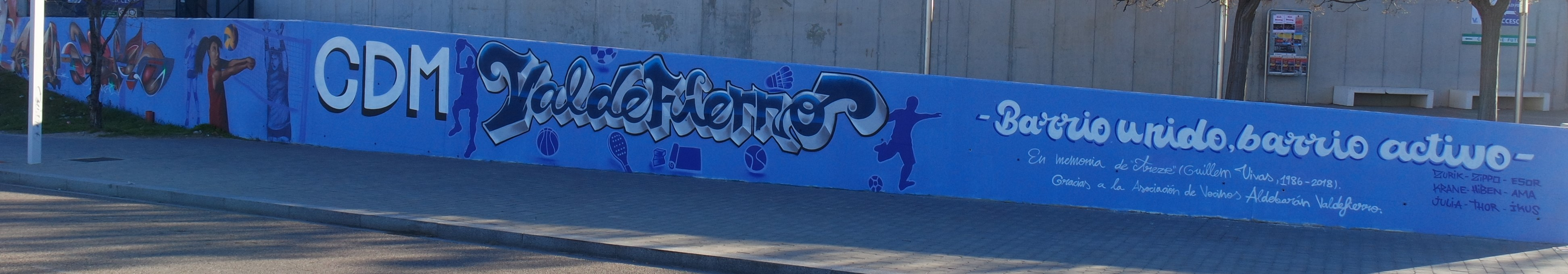

En 1981 entra en funcionamiento el centro municipal deportivo Valdefierro cuyas piscinas deberán ser cerradas durante los años 2004 y 2005 debido a un problema de filtraciones, en julio de 2006 se inauguran las nuevas piscinas y en 2008 se renueva y abre sus puertas de nuevo el centro deportivo de Valdefierro. 

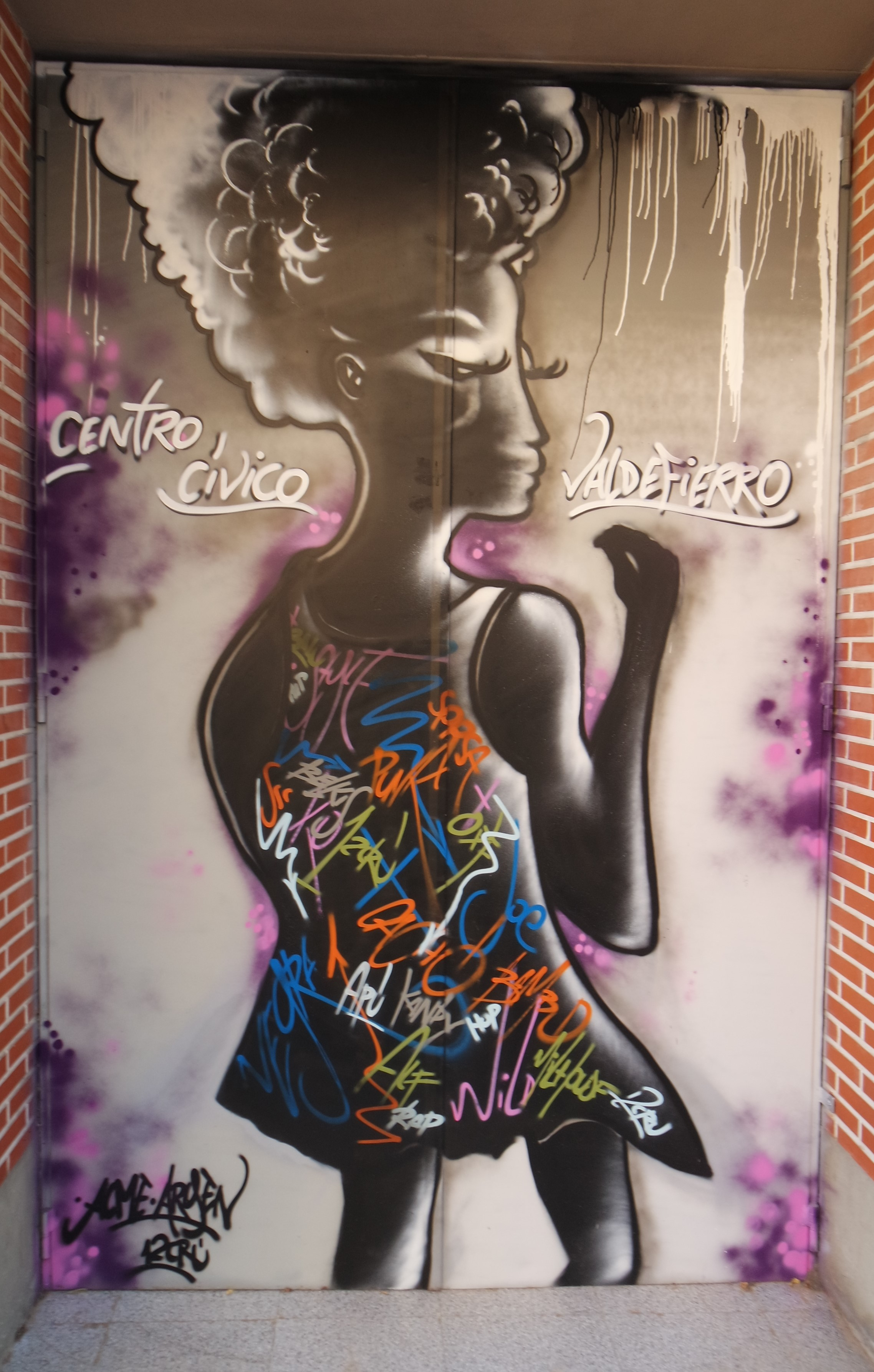
Intervención artística en el centro cívico de Valdefierro.

En 1987 se inaugura el centro cívico Valdefierro, el segundo de Zaragoza detrás del Tío Jorge, en él se establecen servicios municipales, biblioteca, centro de mayores, centro de salud, servicios sociales y sirve de sede para las actividades de diversas asociaciones.
Este mismo año se inaugura el Centro Sociolaboral TAOVAL en la calle Federico Ozanam, en la actualidad ocupa el nuevo edificio de la avenida Valdefierro junto al CTL Gamusinos
Se acondiciona todo la ladera posterior a las viviendas de las calles Federico Ozanam y Obispo Peralta como parque de la Estrella Polar, rebautizado jocosamente como parque de la Maceta, por su tamaño.
En 2001 se inaugura el nuevo centro de salud en la calle Orión, acto en el que se contó con la presencia de la ministra de Sanidad, Celia Villalobos.

## Presente
Actualmente, Valdefierro cuenta con nuevas áreas urbanizadas: Puerta de Hierro (antigua TAIM), Torrepajaritos, Jardines del Sur (antigua Hispano Carrocera), calle Biel. 
Las cuales junto con nuevas construcciones, sustituyendo a antiguas parcelas, lo han convertido en un barrio pseudoresidencial en el que nuevas familias se han asentado, con lo cual la densidad de población ha aumentado y rejuvenecido considerablemente, pero al que todavía le faltan servicios de ocio, cultura, espectáculos, comercio, hostelería, etc.
Con motivo de la Expo 2008, se construye un embarcadero en el Canal, se acondicionan sus riberas y se construyen dos pasarelas sobre él a la altura de la antigua Almenara de San José una y la calle Venus la otra, lástima que el vandalismo de propios y foráneos se haya cebado con todo ello.
En 2009, en cumplimiento de la Ley de Memoria Histórica, con el cambio del nombre de la calle Amanecer (antiguo periódico del Movimiento) por Miguel Ángel Blanco (Concejal de Ermua, asesinado por la banda terrorista ETA), el barrio tiene un rincón contra la intolerancia.
En virtud de esa misma ley se cambia también el nombre de la avenida de Radio Juventud (emisora de la Cadena Azul de Radiodifusión dependiente del Frente de Juventudes) por Francisca Millán Serrano, mítica campeona de tiro con arco y artesana aragonesa, además de vecina del barrio.
En 2010, se producen importantes obras en el barrio,  demoliendo el Camping Casablanca (antigua Torre Faci), en estado de abandono, y levantando en su lugar un parque (de cemento) con viviendas de protección oficial y nuevos viales, lo que contribuye a un aumento de población joven en el barrio y una mejora del entorno,
En proyecto queda la unión con la avenida San Juan Bautista de la Salle (Montecanal y Rosales del Canal), con dos puentes por encima del Canal Imperial, con los que se mejorarían las comunicaciones, obra que permanece en un limbo a expensas de los presupuestos de la Junta de compensación de Arcosur.

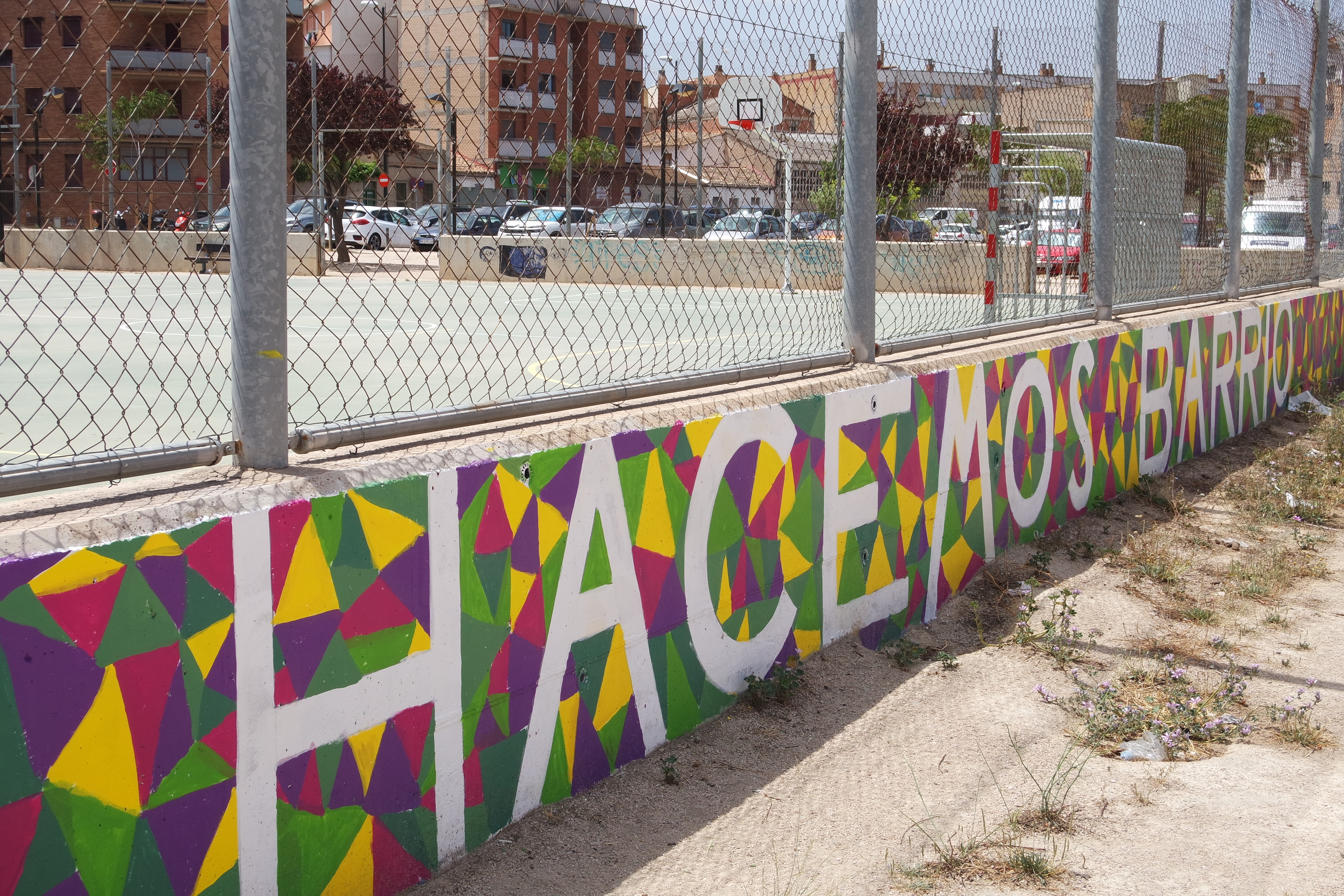
Mural en el potrero del barrio realizado en 2022.

El año 2024,